# الدين في الصين

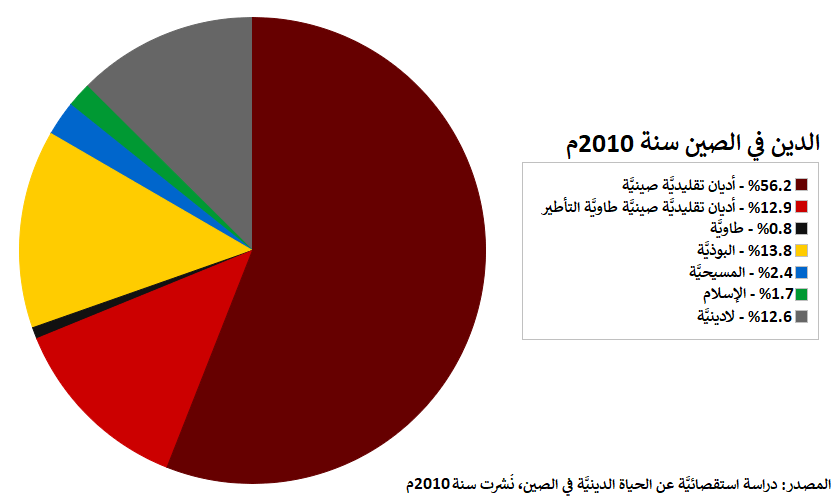
الدين في الصين.

تعتنق الصين رسميًّا الإلحاد الحكومي، ولكن في الحقيقة، يمارس كثير من المواطنين الصينيين، ومنهم بعض أعضاء الحزب الشيوعي الصيني، الدين الشعبي الصيني. كانت الحضارة الصينية تاريخيًّا مهدًا ومحلًّا لمجموعة من أدوَم التراثات الدينية الفلسفية في العالم. الكونفوشيوسية والطاوية ثم البوذية، هي «التعاليم الثلاثة» التي شكلت الثقافة الصينية. ليس بين هذه الأنظمة الدينية المتداخلة حدود واضحة، فهي لا تدعي الحصرية، ويغتني الدين الشعبي بعناصر من كل منها. ادعى أباطرة الصين سلطة سماوية وشاركوا في الشعائر الدينية الصينية. في أوائل القرن العشرين، هاجم «الإصلاحيون» من المسؤولين والمثقفين كل الأديان ووصفوها بالخرافات، ومنذ عام 1949، حكم الحزب الشيوعي الصيني، وهو مؤسسة إلحادية تمنع أعضاء حزبها من ممارسة الدين وهم في المنصب. مع تراكم سلسلة من الحملات الإلحادية والمعادية للأديان منذ القرن التاسع عشر، جاءت الثورة الثقافية ضد العادات والأفكار والأعراف والثقافة القديمة، واستمرت من 1966 إلى 1976 لتدمر هذه العادات أو تكبتها.  وفي عهد حكام متتالين، مُنحت المنظمات الدينية استقلالًا أكبر. تقر الحكومة رسميًّا بخمسة أديان: البوذية، والطاوية، والكاثوليكية، والبروتستانتية، والإسلام. في أوائل القرن الحادي والعشرين زاد الاعتراف بالكونفوشيوسية والدين الشعبي الصيني بوصفه جزءًا من إرث الصين الثقافي.
الدين الشعبي هو أوسع أنظمة المعتقدات والشعائر اعتناقًا في الصين، وقد تطور وتأقلم منذ سلالتي شانغ وجو على الأقل، في الألفية الثانية قبل الميلاد. تعود العناصر الجوهرية في اللاهوت والشرح الروحاني لطبيعة الكون إلى تلك الفترة، ثم فُصّلت في العصر المحوري. من عقائد الدين الصيني الولاء للشن، وتترجم عادةً إلى «الأرواح»، وهي مجموعة من الآلهة والخالدين. منها آلهة للبيئة الطبيعية أو أصول وأسلاف للمجموعات الإنسانية، ومنها مفاهيم للتحضر، وأبطال ثقافيون، كثير منهم بارز في الميثولوجيا والتاريخ الصيني. بدأت الفلسفة الكونفوشيوسية وشعائرها الدينية التطور في أواخر عهد جو، أما الأديان الطاوية فطورتها سلالة هان، وأصبحت البوذية الصينية واسعة الانتشار في عهد سلالة تانغ، وفي ردّهم عليها طوّر المفكرون الكونفوشيوسيون الفلسفة الكونفوشيوسية الحديثة، وازدهرت حركات خلاص وطوائف محلية كثيرة في تلك الفترة.
وصلت المسيحية والإسلام إلى الصين في القرن السابع الميلادي. لم تتجذّر المسيحية في الصين إلى أن عادت مرة أخرى في القرن السادس عشر على يد المبشرين اليسوعيين. في أوائل القرن العشرين نمت المجتمعات المسيحية، ولكن بعد 1949 طُرد المبشرون الأجانب، وأصبحت الكنائس تحت سيطرة مؤسسات حكومية. بعد سبعينيات القرن العشرين، تحسنت حرية المسيحيين الدينية ونشأت مجموعات صينية جديدة. لم يزل الإسلام موجودًا في المجتمع الصين منذ 1،400 عام. اليوم، المسلمون أقلية في الصين تبلغ نسبتهم بين 0.45% و 1.8% من إجمالي السكان حسب التقديرات الأخيرة. ولان كان المسلمون الهوي أكثر المجموعات المسلمة تعدادًا، فإن أكبر تمركز للمسلمين هو في إقليم سنجان، الذي فيه نسبة كبيرة من الأويغور. تعدّ الصين كذلك موطنًا للإنسانية والعلمانية، وهما أيدلوجيتان علمانيتان بدأتا في عهد كونفوشيوس.
لمّا كان كثير من الصينيين الهان لا يرون في معتقداتهم الروحية «دينًا» ولا يشعرون أنهم يجب أن يلتزموا بأي واحد منها دون سواه، فمن الصعب جمع إحصائيات واضحة ومتينة. حسب رأي الباحثين، تشترك «الأغلبية العظمى من سكان الصين وهم 1.4 مليار» في الدين الكوني الصيني، وشعائره ومهرجاناته وتقويمه القمري، من دون الانتماء إلى أي تعليم مؤسسي. قدّرت الإحصائيات الوطنية التي جرت في أول القرن الواحد والعشرين أن 80% من شعب الصين، أي أكثر من مليار نسمة، يعتنقون نوعًا من الدين الصيني الشعبي، و13 إلى 16% منه بوذيون، و10% طاويون، و2.35% مسيحيون، و0.83% مسلمون. تشكل حركات الخلاص الشعبية 2–3% إلى 13% من السكان، وكثير منهم من الطبقة المثقفة وملتزم بالهوية الدينية الكونفوشيوسية. بالإضافة إلى ذلك، تعتنق المجموعات الأقلية العرقية أديانًا مستقلة، منها البوذية التبتية والإسلام بين شعبي الهوي والأويغور.

## التاريخ

### الثقافة الصينية البدائية وثقافة تشيا شانغ جو
قبل تشكل الحضارة الصينية وانتشار الأديان العالمية في الإقليم المعروف اليوم باسم شرق آسيا (الذي يشمل حدود دولة الصين اليوم)، اشتركت القبائل المحلية في رؤى كونية تقول بحيوية المادة والشامانية والطوطمية. وكان الوسطاء يوصلون الصلوات والقرابين إلى العالم الروحي مباشرة، وهو إرث لم يزل وإن بأشكال حديثة موجودًا في الدين الصيني.
للشامانية القديمة ارتباط خاص بالثقافات الحجرية الحديثة مثل ثقافة هونغشان. يرجع الفيلسوف الفلمنكي أولريخ ليبريخت أصول بعض عناصر الطاوية إلى ما سماه جان جاكوب دو غروت «الووية»، وهي الشامانية الصينية.
يفرّق ليبريخت بين طبقتين في تطور اللاهوت والدين الصيني الذي استمر إلى اليوم، هما: التراثات المشتقة من سلالة شانغ (1600–1046 قبل الميلاد)، والمشتقة من سلالة جو (1046–256 قبل الميلاد). تأسس دين الشانغيين على عبادة الأسلاف والملوك الآلهة، الذين تستمر حياتهم بوصفهم قوى إلهية بعد الموت. لم تكن هذه الآلهة كائنات مجردة، لأن الكون كان في نظرهم «قائمًا بنفسه»، لا مخلوقًا بقوة خارجة عنه بل متشكّلًا على طرائق داخلية وقوى كونية. سُمّي الأسلاف الملكيون دي (帝)، أي آلهة، أما السلف الأعلى فكان اسمه شانغدي (上帝، الإله الأعلى). يعرَّف شانغدي بأنه تنين، وهو رمز قوته المطلقة، ورمز القوة الأولية المتلونة التي تجسد الين واليانغ في حال الاتحاد، وهي مرتبطة ببرج دراكو الذي يدور حول القطب الشمالي الشمسي، ويسعى بين الدب الأكبر والدب الأصغر. وفي لاهوت الشانغيين، كانت آلهة الطبيعة المتعددة والأسلاف أجزاءً من دي، والفَنغات الأربعة (أي الجهات أو الجوانب) وفِنغاتها (أي رياحها) التي هي إرادته الكونية.

## الأفكار المعادية للميتافيزيقيا وللألوهية
تعتنق حكومة جمهورية الصين الشعبية رسميًّا إلحاد الدولة، وقد أقامت حملات معادية للدين لتحقيق رؤيتها. دُمّرت كنائس ومعابد ومساجد كثيرة في الثورة الثقافية، التي جرّمت أيضًا حيازة نصوص دينية. ضُرب وقُتل رهبان كثيرون. وبذلك احتوت الصين أكبر عدد من الملحدين في العالم.
للصين تاريخ من مدارس الفكر التي لا تعتمد على مفاهيم مطلقة، أو التي تشكك في هذه المطلقات. يلاحظ مارك جويرغنسمير أن الكونفوشيوسية نفسها براغماتية وإنسانية، لا سيما في اهتمامها بهذا العالم وتقديمها له. مع الفروق بين المفهومين الشرقي والغربي للدين، صرّح هو شيه في عشرينيات القرن العشرين تصريحًا تُرجم: «الصين بلد بلا دين، والشعب الصيني ليس مقيدًا بالخرافات الدينية».

يحوي كتاب كلاسيكيات الشعر عدة قصائد دينية في عقد دانغ تشكك في سلطة أو وجود إله السماء. نقد فلاسفة متأخرون منهم تشون زي وفان جن وهان في وجانغ زاي ووانغ فوجي، الشعائر الدينية التي كانت شائعة في زمنهم. في أيام ازدهار البوذية في السلالتين الجنوبية والشمالية، كتب فان جن كتابًا عنونه «في موت الروح» (神灭论 شنميولن) لينقد أفكار ثنائية الروح والجسد والسامسارا والكارما. كتب فان جن في كتابه أن الروح ليست إلا وظيفة من وظائف الجسد، وأن الروح لا توجد إلا بوجود الجسد، فلا وجود لها بعد الموت ودمار الجسم. بل واعتقد هذا الفيلسوف أن علاقات السبب والنتيجة التي يُدّعى أنها دليل كارما لم تكن إلا نتيجة المصادفة والتحيز. من أجل هذه الأفكار نفاه الإمبراطور وو الليانغي (502–549).

## الأسرة والإمبراطـور
في نظـر الصينيين القدامى، يكوّن البرّ بالوالدين حجر الزاويّة لـكلّ حياة روحيّة، لـكلّ تنظيم اجتماعي، لكلّ نظام أخلاقي وسياسي. تتشكل جميع العلاقات الاجتماعيّة حسـب العلاقة المرساة بين الأب والبن، حول الواجبات المتبادلة، حسب تعاقبها المتشعّب. لا ينبغي أن ينظر إلى هذا كقاعدة أخلاقيّة بسيطة، معدّة لإرساء سلطة الأكبر سنّا على الأصغر، وإنّما كتصوّر دينّي يعتمد العديد من المبادئ الأساسيّة.
بادئ ذي بدء، اكتسى “السالف” دوما قيمة أعلى، أقرب إلى الإلهي منة إلى “الموالي”. هكذا، الأزمنة الأصليّة والسلالات الأسطوريّة تكون مشحونة بطاقة خلاّقة لا شيْ يعادلها في العصور المولية. الابن يرى في أبية الممثّل لسـلالة الأسـلاف، الذي سيخصّة عند مماتة بعبادة مقدّسـة في المعبد العلائلي. الحياة اليوميّة للابن، مهما بلغ تقشّفها حسب الظاهر، مذلّة حتّى بسبب طاعتة الدؤوبة، هي في الواقع تلقين مـن الصنف الديني يؤهّله تدريجيّـا من أجل أن يقوم بدور المشـرف على إقامة الشعائر: أن يكون نقيّا، أن يعيش عيشة نبيلة، أن يكون على درايّة بالشعائر، هي الخصـال المطلوبة من أجل الوصـول إليها، من أجل أن يصبح الواسـطة بين الأحياء والأمـوات. نفهم آنذاك الأهمّية المركزيّة الـتي يمثّلها الحداد، مع موكبة من الامتحانات (العزلـة، الصوم، الصمت)، يتحوّل في أعقابها الابن إلى رجـل كامل، متحمّلا تماما وفاة الأب. المرأة مطيعة ومترويّة، دون استقلال قانوني ولا حتّـى أدبي، فهي تتمتّع مع ذلـك بوظيفة قويّة جدّا متجسّـدة في القطب الأمومي، الأرضي، ما يسـمّيه الصينيـون باليِنْ، وهو الذي بدونه لايمكن لأيّ خلق ولا لأيّ تحوّل أن يحدث. الملك هو أب رعايـاه جميعهم، المطالبين بالولاء إلية، والإخـلاص له والتقديـر.يتمتّع ببعـد كونيّ قويّ جدّا، مردّه طبيعتـه المكونة من التَّيَنْـزِ (تِيَنْ تْسُ)، كابن للسماء؛ يقال في الإمبراطور الأصفر هُوَنْـفد، المؤسّـس الأسـطوري للحضارة، أنّه “أسّس النظاَم من أجل الشـمس والقمر والنجوم”. من المحتمل أن يكون وُد (وُت)، الإمبراطور الرئيس لسلالة الهَنْ، قد دشّن في 113 قبل المسيح شـعيرة مزدوجة: القربان للأرض السـائدة وللسماء الجليلة. وحسب مفهوم صينّي نموذجي، الإمبراطور ليـس في حاجة إلى أن يسيّر شـؤون الجكم بالمعنى الإداري للكلمة: تجلب إليه درجة روحانيّته الموظّفـين الأكفاء، توجّه إيجابيّا مجرى الأحداث البشريّة وفصول الطبيعة. هنا، يلتحق المثل الأعلى اللمكي بصورة الناسك، الذي حقّق اليُوَيْ (يُ-وُيْ)، “اللاّ-عمل” ، جوهر الحياة البشريّة.

## الرموز وعلم الكونيّـات
جهلت الصين القديمة الآلهة مثلمـا نعقلها: فهي تقرّ علـى أقصى تقدير بقوّات الرياح، والأنهار أو الجبال. تمكن العقيدة الأساسيّة في القياس الرمزي بين الإنسان والعالم: لا يوجـد الواحد بدون الآى خر وأصل الكون لم يسـبق أصل المجتمع. بتحديدهم للفضاء والزمان، أحدث الملـك الأوائل الواقع في شـكل مجموعات متدرّجة (الفصول، المشارق، الألوان، ألخ) جعلت من الكون شـبكة من التطابقات، مرتفعة القدسيّة، نعثر عليها في كّل فرد، في كلّ مجموعة. فصل من الشَّـجْينْـف، وهو الهنْففنْ، المكوّن لتأليف فلسـفي صغير من بين أقدم كتب ثقافة الهَنْ، المطوّر لهذا التناغمات من ناحيّة أخرى الكـون الخارجي، العالم الأكــبر، ومن ناحيّة أخرى العالم الأصغر، الإنسـان المسجّل في هذا الكون: مثلما توجد 4 فصول،360 يوما، 5 عناصر ورياح مختلفة، توجد 4 أعضاء،360 منصلا، 5 أمعاء وأنفس توجّه الطاقات في الجسم. صارت هذه الأنسـاق الرمزيّة في ما بعد أكثر تشعّبا فأدرجت دراسة العواطف القويّة والمشاعر، وفسّرت مصدر الأمراض وإعداد الأدويّة، أسّسـت علوما مثل المعالجة بوخز الإبر الـتي تعتمد على معرفة “خطوط القوّة” الحيويّة، العرافة، علم التنجيم والخيمياء.
هذه القرابة المثلى بين الطبيعة والبشـري، بين الماديّ والروحيّ، ذلك هـو التَّوْ، طريق الإنجاز الذي أودعه ملك عصور ما قبل العصر الكلاسـيكي في ذاته، الوسـيط والمنفّذ، في انتظار محاولات أناس آخرين في التّاويّة.

## عبـادة السلـف
تهيّئ كلّ عائلة، في منزلها، فضاء معدّا لعبادة السلف. فهو معبد صغير لدى المتواضعين، وهيكل حقيقي لدى العظماء، في القصر المسمّى “إقامة ذرّية كونفوشيسوس” على سبيل المثال، المؤسّس في القرن السادس عشر،بكفُ، في الشَّنْدُنْفْ، تكفلت الحكومة الشيوعيّة برعايتة بعناية.تجرى الشعائر بواسطة لوح رسم على كلّ لوحة منة اسـم ميّت تمثّله؛ تُشرّف هذه الألواح بواسطة شعيرة اليَنْ فْشَنْفْ “غذاء الأرواح” الأسـاسيّة.

## تماثيـل المحـاربين الجنائـزيّة
وجدت هـذة المنحوتات من الطين قرب كْسـيَنْ (سـيَنْ)،في الشَّـأَنْكْس؛ فتن عددها وحقيقة تعبيراتها رجالَ الآثار. تَعتبر النظرة التقليديّـةَ أنّ الغرف الجنائزيّة حيث ووريت التراب هي مقبرة كنْ ش هُوَنْفْد (تْسـنْ ك هُوَنْفْ-ت) الذي كان أوّل من وحّد الصيَن (أواخر الَقرن الثالث قبل المسيَح). عـوّض المحاربون من الطين المحاربين الحقيقين، الذين من المحتمل أن يكونوا قد قتلوا حتّى يرافقوا الإمبراطور في موكبة في الآخرة.

## هيـكل السـماء في بكـين
أسّس في 1420 على السـور الخارجي للقصر الإمبر

## لكpل
اطوري، يقابل هيكل الفلاحـة المخصّص لعبادة الأرض. فهي بناية مسـتديرة، رفعت على أسـطح ثلاثة متّحدة المركز وتتوّجها ثلاثة أسقفة. الدائرة هيّ رمز السماء، يشير الرقم 3 إلى وحدة السلك
صادر عن معتقـدات قديمة جدّا، اللُكَـpلَ هـو جنّيّ الجهات الأصليّـة. في حضارة يحتلّ فيها الكـون أهمّية قصوى، تتمُّل وظيفتة في السهر على سـلامة الحيز الترابي وينتمي إلى نموذج حرّاس الأعتاب الديني. الأشـكال التي يبدو فيها إمّا خيّرة أو خيّرة أو مفزعة (سُنْفْ فْوَنْف، في كوريا).

## كونفوشـيوس
اكتشف كٌنْفْز (كُنْفْ-تْسُ) أو كُنْفْفُزِ (كُنْفْ-فُ-تْسُ)، “الشيخ كُنْفْ” في الغرب بدأ من القرن السابع عشـر، تحت تسمية “كونفوشـيوس” ذات الصيغة اللاتينيّة، التي وضعها المبشّـرون اليسـوعيّون. قامت الشهادات على تاريخ حياته أكثر من قيامها على تاريخ حياة لَوْزِ. أورد سـمَ كيَنْ جميع تفاصيلها في “الشَّج” (شِ كِ) (مذكّـرَات تاَريخيّة). وفّر الأثـر المُعَنوَن لَنْيُ (قَطعَ مختارة) والمؤلّف من قبل الجيل الثاني من صحابته، مصدرا أقدم. ولد كونفوشيوس في 551 قبل المسيح في إمارة لُ (لُو) في مقاطعة شَـنْدُنْفْ الحالّة، وسط أسرة نبيلة فقدت مكانتها؛ اعتبر أنّه من سـليلي سلالة الشّنْفْ (شَنْفْ) (بين القرن الثامن عشـر والقرن العاشر قبل المسيح). متزوّج، لايملك شيئا، عمل في وظيفة إداريّة ثانويّة لدى أمير ل؛ أسدى نصائح حكمة، لكن قصورة عن فرض تطبيق مبادئه جعلة يعدل مؤقّتا عن الخدمة الإداريّة. أسّـس في 530 أكاديمية صغيرة حيث أقبل أبناء الأسر المثقّفة لتعلّم فنّ حسن السلوك في الحياة العامة. ثّم ساح كنفوشة صارمة. ثمّ كانت الغربة مجدّدا؛ وجد نفسه مدعوّا للدعوة في بلاط وَيْ، وشَنْ (تْشَنْ) وسَيْ (تْسَيْ). عاد في 483 إلى لُ ليقضى شيخوخة تفرّغ فيها لينتهي من أثره الكبير: المجموعة شبه الكاملة للحكمة الصينيّة الموغلة في القدم، المجمّعة في الخمسـة كتب المتعارف عليها: شُـوينْ فْ (شُ-كنْفْ)،“كتـاب الوثائق”؛ يجنْفْ (ي-كَنْفْ)، “كتاَب التحوّلات”؛ لجنْفْ (لِ-كَنْفْ)، “مذكَرّة الشعائر”؛ شُنْكيُ (تْشُوَنَ-تْسييُ)، “حوليّات الربيع والخريف”؛ شؤجنْفْ (شِ-كنْفْ)، “كتاب الأبيات المنظومة”.توفي في 479.

## الكونفيشـيونـيّة
بدون كونفيشيوس وهاجسه السلفي، فإن جانبا كبيرا من الديانة والأنسيّة الصينيتين قد يكون غير معلوم في غالب الظن. من خلال الكتب الكلاسـيكيّة الخمسة، تعرّف شعب كامل على أصوله وهويته حيث ستدرج الكتب الكلاسـيكيّة الكونفيشيوسـيّة في برنامج أي امتحان تجربة الدولة ألى 1912. كان التعليم الذي ألقاه شخصيّا الشيخ والذي جمّع ودوّن من قبل تلامذته، حول التراث الذاتي للمثقّفين. من لنْيُ (لوَنْ يُ)، “الحوارات”، اســتخرجت الحكم الأساسيّة: “أبلغ ولا أُجدّد” ( 1 ،VII)، “فليتصرف الأمير كأمير، التابع كتابع، الأب كأب، الابن كابن” (11) ،XLL. الزُّهُنْفْيُنْفْ (تْشُــنْفْ-يُنْفْ)، “الوسط الذي لا يتغيّر” يرسـم صورة الحكيـم القادر على الحكم: إنّة يحقّق التــوازن بين أهوائه المتضادة ويدري كيف يتصـرّف بدقّة حســب كلّ وضع على حدة ويحدث تناغما مع النظام الطبيعي. تبيّن الدْكْسُوَ (تَ-سِيُوَ)، “الدراسة الكبيرة”، تأثير الشيخ الملتزم بالمحيطالاجتماعي والسياسي.
إلى هذة النصوص، ينبغي إضافة أثر مَنَفَزِ (مُنْفْ-تْسُ)، المعروف في الغرب تحت اسم مَنْسْيُسْ (حوالي 289-371ق.م.)، وهو الذي عرض عرضا منهجيّا المذهب، مع ميول نحو التحرّريّة والتفاؤل في خصوصية الطبيعية البشـرّة. وفي المقابل، كُزُنْسِ (سِـيُنْ-تْسُ) (حوالي 298و235 ق.م.) نـادي، انطلاقا من نفس الأسّ، بنظام أرستقراطي سلطوي، يوجة الاتجّاهات مذاهب متضادة.
الكونفوشوسيّة سيّة فلسفة ماديّة، بدون إله ولا عناية إلاهية وبــدون حياة أخرى بعد المــوت؛ الرضوخ لظاهرات الطبيعة الدوريّة، أخلاق ربّ العائلة أو العشيرة المتأصّلة في عبادة الأســلاف، ممارسة خلق الاعتدال، البُعد عن الإفراط، هــي من خصال “الكائن النبيل ”، ومجموعة المثقّفين المنغلقة على نفسها .

## البوذيـّة في الصــين
في سـنة 61، تأثر ألإمبراطور منْـفْد (منْفْ-ت)، من سـلالة الهان، بحلم، فأرسـل إلى الهند لجب الرهبان والنصوص البوذيّة. فتطوّرت منذ القرن الثاني مدرسة البلد الخالص، أو الأمديّـة، أي عبادة البوذا أمتْ-أَبْهَ (أُمتُوُ فُ باللّغة الصينيّة). فهي ديانة القلب حيثَ يبتهل إلى إله شخصي الذي يستجيب بنشر لطفه. أقبل إلى كانتون حــوالي 520 الراهب الكبير بُوذذّرْمَ (شَـ، ْ أو تْشَنْ) وأسّس مدرسة تأمّل (شَنْ أو تْشَنْ في دير لُيُيَنْفْ (لُ-يَنْفْ) في الهونان: الشَّنْ مذهب تصفية وجهد باطني، فهو يؤدّي إلى الذهول المعاش كانجذاب للروح في الفراغ الألهي الذي لايعقل، ورهبانه الأكثر تقدّما ليس لهم إلأ ازدراء مظاهر التقوى. وافقت ذروة البوذيّة في الصين ســلالة التَّنْفْ (تَنْفْ) (618-907). ذهــب العديد مـن الرهبان إلى الحجّ في الهند عبر مسـالك القوافل. مورست عبادة مَتْرَيَ

## الديانات في الصين اليوم
أجريت في القرن التاسـع عشر في الصين تأليفيّة شعبيّة امتزجت فيها الكونفوشيوسـيّة بالطاويّة والبوذيّة. نجد جانبا إلى جانب في المعابد بوذا وكونفوشــيوس ولَوْزِ؛ تلاشت الفوارق تبعا لفقدان الشعــور الدينيّ طعمه ، الذي لم يحتوِ بعد إلاّ على أيديولوجيّة الواجبات الأسريّة وعلى اللجوء إلى الأسحار العالجيّة العتيقة. لا ينبغــي أن نتعجّب إذن من أنّ النظام الماركسي، قد لاقى، بدءا مـــن 1949، التقليل من الصعوبات في ســبيل إرساء الإلحاد الرسمي. سُـلّط الاضطهاد على المجموعـات من ذوي الاعتقــاد العميق وحدهم.؛ الرهبان من التّاويّـة والبوذيّة، الأقليات من غير الهان، مثل التبت والمسيحيين. وبعد الرفــض الكامل للكونفوشيوســيّة، التي عدّت كمثاليّـة رجعيّة من قبل الشــيوعيّة، جاء زمن إعادة الاعتبار التدريجي: فكل فرد بإمكانه أن يجسّد أحسن الاعتبار التدريجي: فكل فرد بإمكانه أن يجسّد أحسن من كونفوشــيوس التناغم الكامل بين الروح الصينيّة، والفضائل الأســريّة والطائفيّــة، والأخلاق الصارمة والمعتدلة، التي تبتغي القيادات نشــرها وسط الشعب؟ وهكذا نعاين عبادة دنيويّة موجّهة إلى الحكيم في معابد الدولة، وهكذا تُركت المجموعات المحلّية تقيم الشعائر الكونفوشيوسيّة ( الزواج، المواكب الجنائزيّة، أعياد العام الجديد أو الأموات ألخ).
وافق أوج الصراع ضدّ الديانـات فترة الثورة الثقافيّة (1966-1976)، بيد أنّ المشاكل بقيت حادة. وكلما ما أقيمت الحرّية الدينيّة من جديد مثلا 1982 مارست الدولـة الإلحاد، ومنعت منذ 1993 أيّ نشـاط ديني مصدره أجنبيّ. أغلقت المساجد في شمال البلاد ورفضت بناء محلاّت جديدة لإقامة الشعيرة الإسلامية. عدّ المسيحيّون بين ثلاثة ملايين ونصف وستّة ملايين، ووضعهم متشعّب. تكوّنت ملايين ونصف وستّة ملايين، ووضعهم متشعّب. تكوّنت جمعيّة وطنيّة من المسيحيّين الصينيين في 1957 قصد تأســيس كنيسة وطنيّة تعيّن مباشرة أســاقفتها بدون إذن من الباباويّة. وقع العديد من الإيقافات على الأســاقفة والقساوسة الذين أرادوا البقاء أوفياء إلى روما، والذين عدّوا كأعضاء منخرطين في الكنيسة الكاثوليكيّة، فسجنوا.
التصوّرات والممارسات والطوائف البوذيّة هي في طريق الزوال.
بيد أنّــة ورغم الإلحاد الرسمي، فــإن أكثر من 25% من الصينيين يصرّحون بأنّهــم متديّنون. وبالرغم من أنّ عزيمتهم وهنت بدرجــات متباينة، غالبا من جرّاء الضغوطــات العنيفة، فإنهم بقــوا متعلّقين بقناعاتهم. وهكذا فالممارسات الشّمانيّة والتاويّة لا تزال حيّة.